# Bahnhof Uhlstädt

Der Bahnhof Uhlstädt ist ein Haltepunkt und ehemaliger Bahnhof in der Gemeinde Uhlstädt-Kirchhasel im Landkreis Saalfeld-Rudolstadt in Thüringen.

## Lage
Der Bahnhof Uhlstädt liegt am Streckenkilometer 55,125 der Bahnstrecke Großheringen–Saalfeld (Saalbahn).
Er befindet sich etwa 200 Meter südwestlich des Ortskerns und grenzt unmittelbar an die Saale. Zu den angrenzenden Straßen gehört die Bahnhofstraße und die Sandstraße.
Ungefähr vier Kilometer weiter nordöstlich ist der Haltepunkt Zeutsch entfernt. Weitere fünf Kilometer südwestlich liegt der inzwischen außer Betrieb genommene Haltepunkt Kirchhasel.

## Geschichte
Am 1. Mai 1874 wurde in Uhlstädt eine Betriebsstelle in Form eines Bahnhofs eröffnet. Anfangs war dieser Bahnhof im Gesamtprojekt der Saalbahn nicht vorgesehen. Es war nur eine Weiche zur Güterabfertigung eingebaut. Ebenso waren ein Güterschuppen und eine Seitenladerampe bei Eröffnung der Saalbahn bereits vorhanden. 1875 erweiterte man diese Laderampe und baute ein Kreuzungsgleis ein. Das Empfangsgebäude war einfacher ausgeführt als die anderen entlang der Saalbahn. Für das Jahr 1879 ist die Existenz von zwei Bahnsteiggleisen und drei Weichen nachgewiesen. 1890 kam es zu Erweiterungsmaßnahmen und zum Einbau einer Centesimalwaage. 1893 entstand die erste Weichenstellerbude.

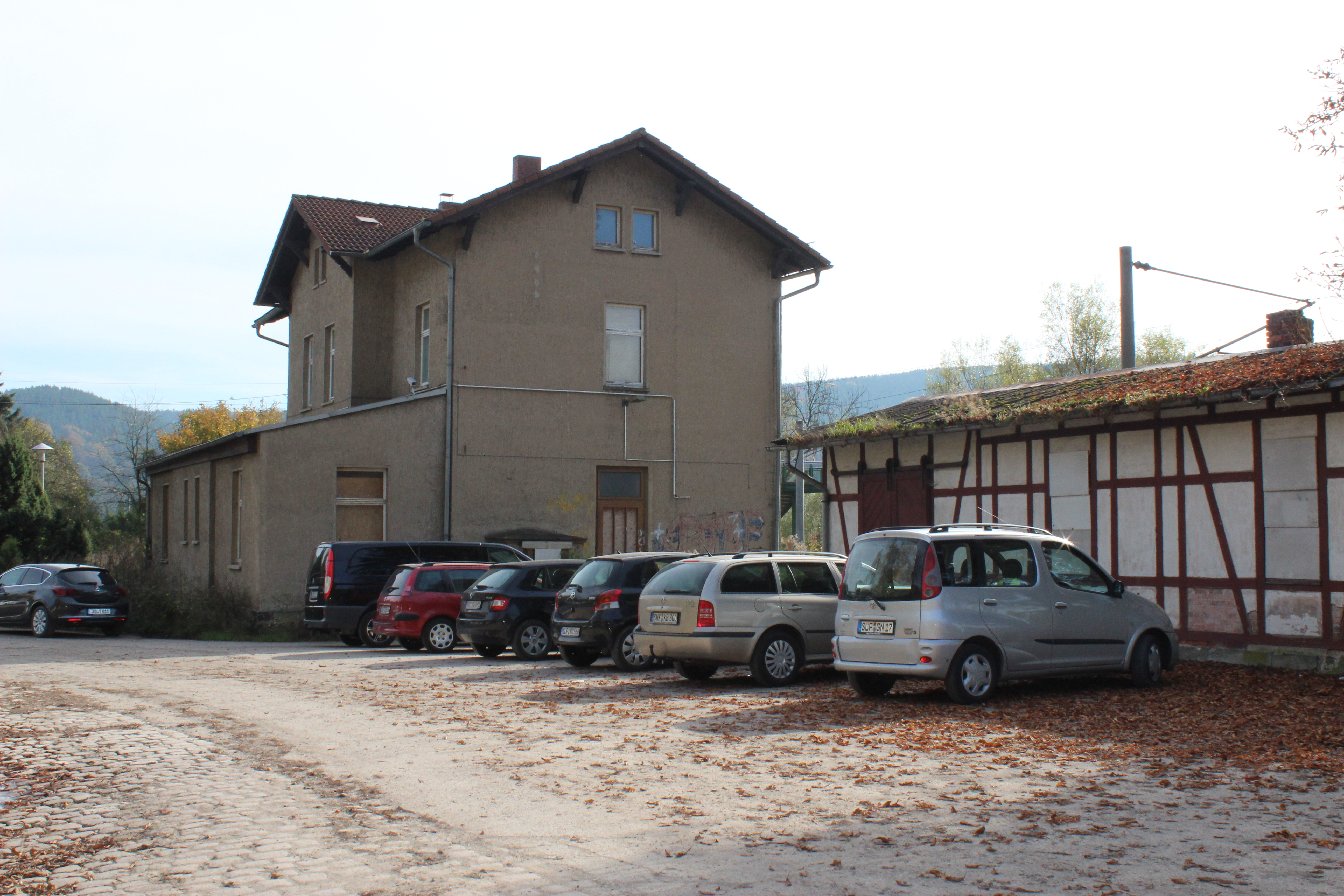
Empfangsgebäude (2017)

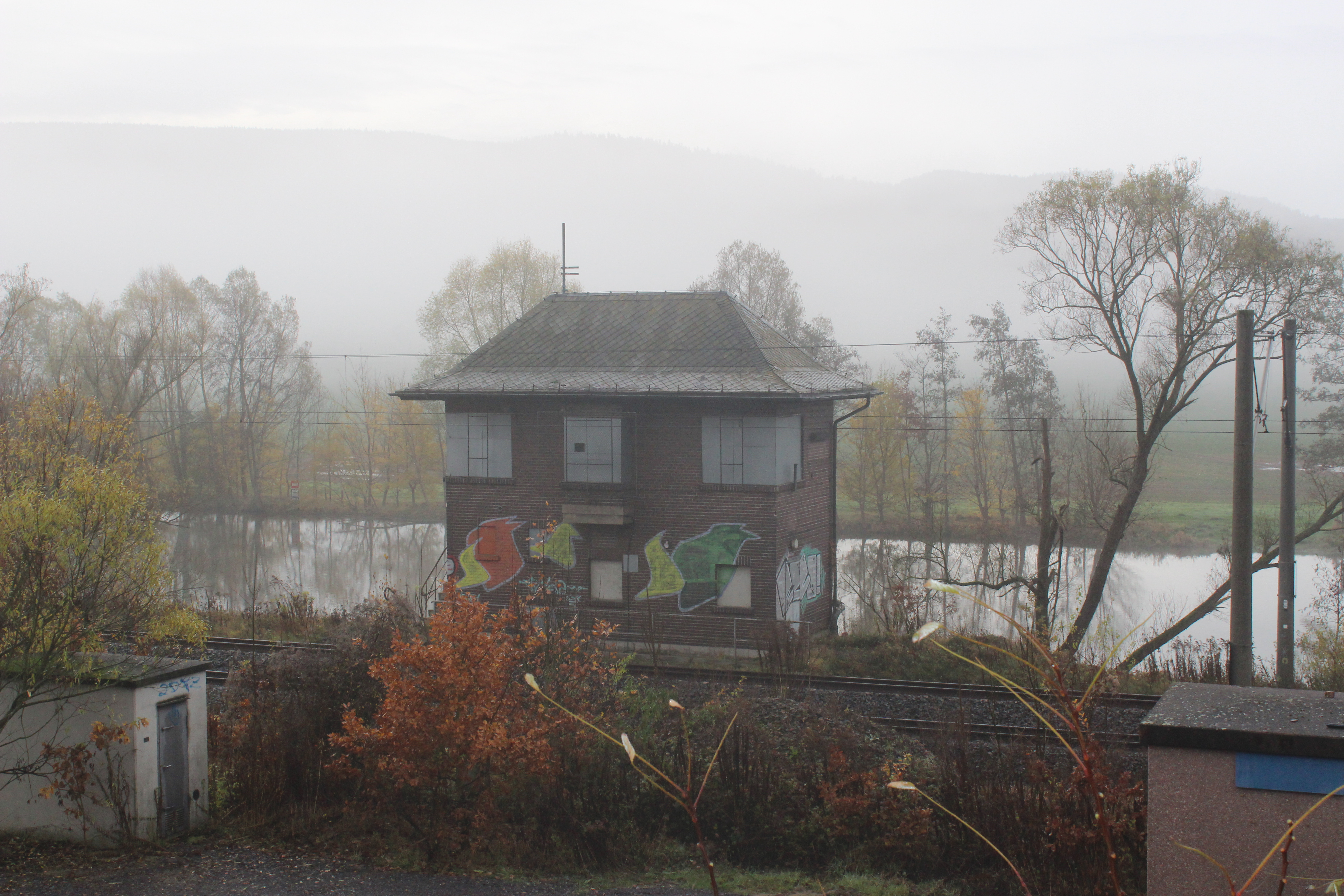
Ehemaliges Stellwerk Us (2017)

1906 kam es zum zweigleisigen Ausbau der Saalbahn, als nach 1906 ein Überholgleis eingebaut wurde. Im Uhlstädter Bahnhof ergab sich aufgrund der örtlichen Geländeverhältnisse kein Platz für ein solches Überholgleis. Aus diesem Grund wurde es hinter der ursprünglichen Ausfahrt in Richtung Rudolstadt angelegt. Am südlichen Ende bei Streckenkilometer 56,3 entstand die Weichenstellerbude Uw. Im Zuge der Elektrifizierung der Saalbahn verlängerte man im Jahre 1955 das Überholungsgleis. Die Weichenstellerbude wurde entfernt und durch das neu errichtete Stellwerk Uw bei Streckenkilometer 56,48 ersetzt. Zeitgleich entstand das Stellwerk Us an seiner heutiger Stelle. Nachdem das zweite Gleis 1946 zurückgebaut wurde, wurde das Stellwerk Uw überflüssig. Nach seiner Außerbetriebnahme diente es der Deutschen Reichsbahn einige Jahre als Lehrstellwerk zur Ausbildung von Lehrlingen. Anschließend folgte die Nutzung als Wohngebäude, bis es im Jahre 1986 abgerissen wurde.

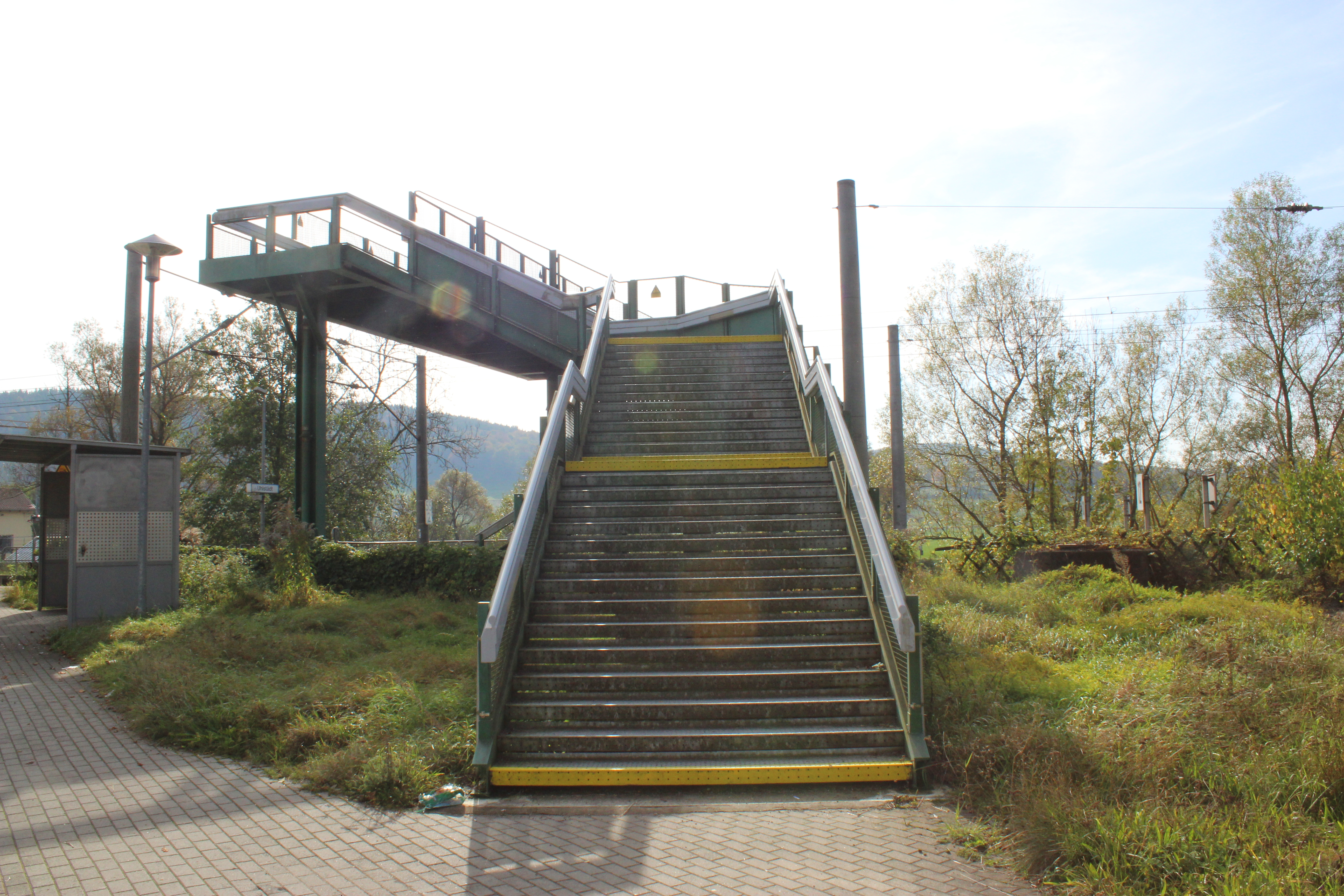
Fußgängerüberführung (2017)

Das Empfangsgebäude wurde 1974 rekonstruiert. Im Jahre 1965 kam es zur Einstellung des Güterverkehrs. Die Entfernung von Ladegleis und Laderampe folgte erst um 1975. In den Jahren 1993/94 wurden im Bahnhof Uhlstädt die Gleisanlagen umgebaut, die Weichen alle entfernt und Lichtsignale aufgestellt. Seitdem handelt es sich bei Uhlstädt noch um einen Haltepunkt und eine Blockstelle. Die Bahnsteige wurden 1994/95 neu errichtet. Sie sind 110 Meter lang und befinden sich nördlich der bisherigen. Eine Fußgängerbrücke verbindet beide Außenbahnsteige miteinander. Das mechanische Stellwerk Us ging Ende 2004 außer Betrieb. Seitdem wird der Bahnhof Uhlstädt durch das elektronische Stellwerk in Saalfeld gesteuert.

## Verkehrsanbindung
| Linie               | Linienverlauf                                                                   | Takt (min)    | EVU             |
| ------------------- | ------------------------------------------------------------------------------- | ------------- | --------------- |
| RE 14               | Camburg – Jena – Uhlstädt – Saalfeld – Bamberg – Nürnberg                       | einzelner Zug | DB Regio Bayern |
| RB 25               | Saalfeld – Rudolstadt – Uhlstädt – Orlamünde – Jena Paradies – Naumburg – Halle | 060           | Abellio         |
| Stand: 9. Juni 2024 |                                                                                 |               |                 |